# Vía Egnatia

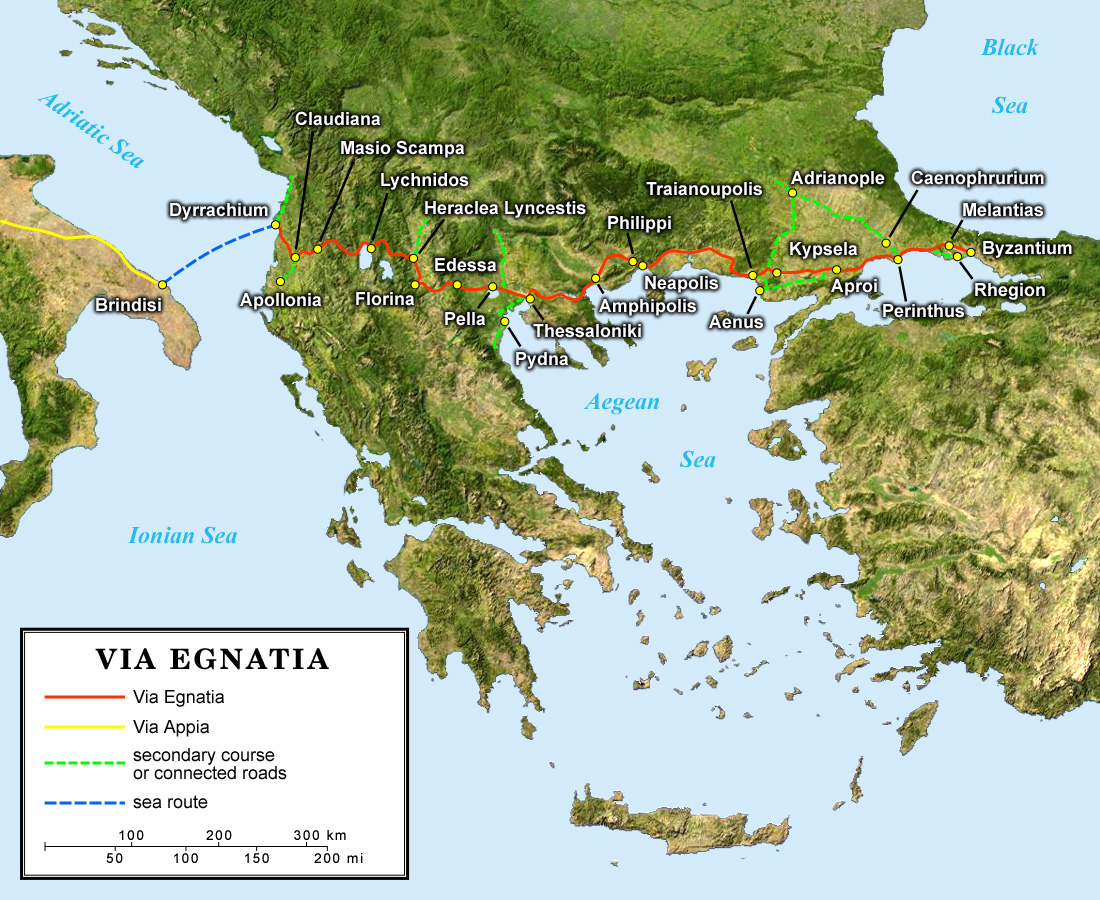
Antigua ruta de la Vía Egnatia.

La Vía Egnatia (en griego antiguo: Ἐγνατία Ὁδός; en albanés: Rruga Egnatia; en macedonio: Виа Игнација) fue una vía construida por los romanos entre 146 a. C. y 120 a. C., en buena parte de una antigua ruta comercial, para unir las diferentes colonias romanas desde el mar Adriático, cruzando el Monte Pindo, y bordeando la costa norte del mar Egeo, hasta Bizancio, y que se extendía por las provincias romanas de antigua Iliria, Macedonia y Tracia, atravesando las modernas Albania, Macedonia del Norte, Grecia, y Turquía. Fue llamada así por Cneo Egnatio (o Gneo Egnazio, o Gnaeus Egnatius), senador romano y procónsul de Macedonia, quien ordenó su construcción.
Cubría una distancia total de cerca de 1120 km (746 millas romanas) y al igual que otras vías romanas importantes, tenía unos seis metros de ancho y estaba pavimentada con grandes losas de piedra poligonales o revestida con una dura capa de arena.

## La Vía Egnatia
Desde Apolonia de Iliria se va a Macedonia por la Vía Egnatia, que se dirige al este y tiene piedras miliares hasta Cipsela (la actual Ipsala turca) y el río Hebro (o Evros), lo que comprende una distancia de 860 km. Si se gradúa la milla en ocho estadios, sumará 4280 estadios; pero, según el cálculo de Polibio, que añade dos pletros, es decir, un tercio de estadio a cada milla, debe añadirse a la suma citada 178 estadios. Los que parten de Epidamno y los que salen de Apolonia, tras recorrer igual distancia, se hallan en mitad de la vía. Toda ella lleva el nombre de Egnatia, pero a la primera parte se le llama también camino de Candavia, que es una montaña de Iliria, a donde conduce este camino, entre la ciudad de Liquindos y un lugar llamado Pilón, que separa Iliria de Macedonia. Desde allí pasa próxima a Barenus y va por Heraclea Lincestis, Lincestis y los Eorli, a la ciudad de Edessa, a la de Pela y hasta Tesalónica. 

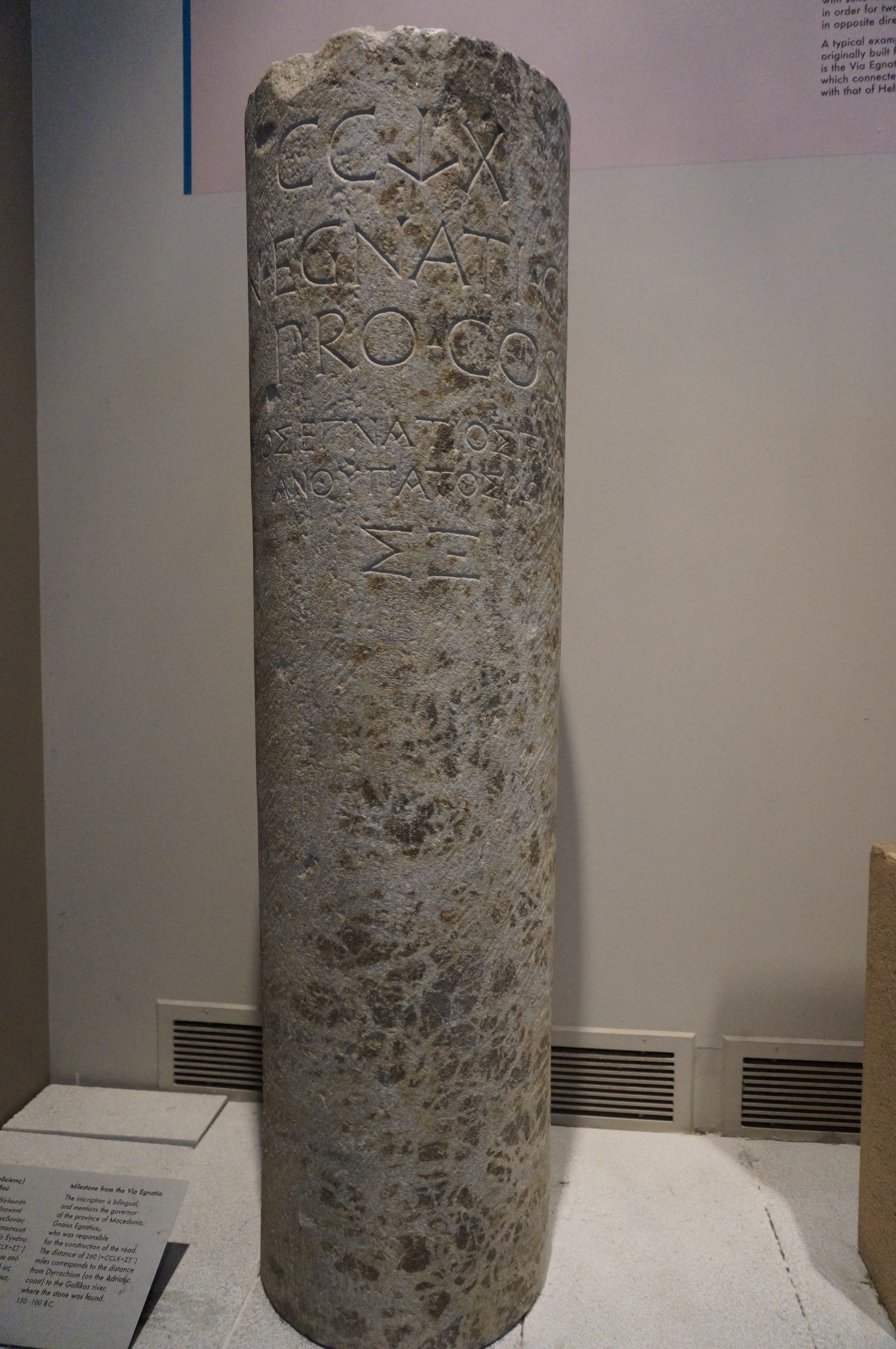
Miliario de la vía Egnatia en bilingüe latín-griego.

En los Balcanes hay una íntima conexión entre el ejército romano y la vida de las provincias, de modo que la romanización es, sobre todo, obra del ejército, que construía calzadas, puentes y campamentos con sus anabales de comerciantes que podían transformarse en municipios o en colonias cuando la legión partía; también el ejército dejaba a su paso a veteranos que se instalaban en grupos, formando colonias. En Macedonia, el eje estratégico de la provincia, la ruta de Asia para las legiones y, hasta la era moderna la principal vía de comunicación terrestre de la península, fue la Vía Egnatia, llamada por los arrumanos Calea Mare («vía grande»). Desde su construcción (entre 146-125 a. C.) hasta el siglo VII, esto es, más de ocho siglos, fue una verdadera ruta de romanización, la conexión más corta entre Roma y Constantinopla. Por ella arribó Pablo de Tarso a Filipos, la primera ciudad europea en recibir el anuncio del Evangelio.
No puede ser una simple casualidad el hecho de que a lo largo de la Vía Egnatia encontremos una buena parte de los más importantes núcleos arrumanos de Macedonia: las dos vías que salían de los puertos de Dyrrachium (Durrës) y Apolonia, entre los cuales viven los arrumanos de Muzaquia, se unían en Clodiana; de ahí la vía pasaba por Lichnidis (Ohrid), Heraclea Lincestis (Bitola), Edessa (ar. Vodena), Pella, Salónica, Anfípolis y Filipos (de ahí salía hacia el norte la vía que conducía a Dacia, por Filipópolis –Plovdiv, en Bulgaria– y Oescus, en la orilla derecha del Danubio), donde entraba en Tracia continuando hacia Constantinopla.
Por esta ruta circularon los famosos caravaneros y comerciantes arrumanos que se dirigían hacia Venecia o Ragusa (y de ahí a Mesina, Ancona y Cerdeña) hasta mediados del siglo XVIII, cuando abandonan el comercio con Italia y empiezan su aventura centro-europea en Hungría, Austria y Alemania.
La Vía Egnatia fue reparada y extendida varias veces. Permaneció como una ruta de importancia comercial y estratégica durante siglos, y fue una de las más importantes carreteras del Imperio romano de Oriente (o Imperio bizantino, según los bizantinistas) conectando Dyrrhachium (la actual Durrës) en el Adriático con Líhnidos, (Ohrid), Tesalónica, Perinto (la posterior Heraclea), y finalmente Constantinopla (actual Estambul) en el Bósforo. Casi todo el comercio terrestre bizantino con Europa occidental viajaba a lo largo de la Vía Egnatia. Durante las Cruzadas, los ejércitos viajaban hacia el este por tierra siguiendo la carretera hasta Constantinopla antes de cruzar al Asia Menor. En la Cuarta Cruzada, el control de la carretera fue vital para la supervivencia del Imperio latino como para su sucesor, el Imperio de Nicea y el Despotado de Epiro.

## Principales ciudades a lo largo de la Vía Egnatia
(listadas de oeste a este)
| Nombre antiguo                         | Nombre moderno                                              | País actual         |
| -------------------------------------- | ----------------------------------------------------------- | ------------------- |
| Dyrrachium, más tarde Epidamnos        | Durrës                                                      | Albania             |
| Claudiana                              | Peqin                                                       | Albania             |
| Apolonia de Iliria                     | Al lado de la villa de Pojani (7 km al oeste de Fier)       | Albania             |
| Masio Scampa                           | Elbasan                                                     | Albania             |
| Lychnidos                              | Ohrid                                                       | Macedonia del Norte |
| Heraclea Lincestis                     | Bitola                                                      | Macedonia del Norte |
| Flórina                                | Flórina                                                     | Grecia              |
| Édessa                                 | Édessa                                                      | Grecia              |
| Pela                                   | Pela                                                        | Grecia              |
| Tesalónica                             | Tesalónica                                                  | Grecia              |
| Pydna                                  | Puede ser la villa de Kitros, 6 km S-W de la actual Pydna   | Grecia              |
| Anfípolis                              | Anfípolis                                                   | Grecia              |
| Filipos (ciudad)                       | Filipos (asentamiento actual a 18 km al noroeste de Kavala) | Grecia              |
| Neápolis                               | Kavala                                                      | Grecia              |
| Trajanópolis                           | Trajanópolis                                                | Grecia              |
| Kypsela                                | İpsala                                                      | Turquía             |
| Eno                                    | Enez                                                        | Turquía             |
| Aproi (también Apros, Apris, Aprī,...) | Villa de Kermeyan                                           | Turquía             |
| Perinto, más tarde Heraclea            | Villa de Marmaraereğlisi                                    | Turquía             |
| Adrianópolis                           | Edirne (no en la vía principal de la Vía Egnatia)           | Turquía             |
| Cenofrurio                             | Çorlu                                                       | Turquía             |
| Selimbria                              | Silivri                                                     | Turquía             |
| Melantia                               |                                                             | Turquía             |
| Rhegion                                | Küçükçekmece, 15 km al oeste de Estambul                    | Turquía             |
| Bizancio, más tarde Constantinopla     | Estambul                                                    | Turquía             |